# يويا فوناتسو
يويا فوناتسو (باليابانية: 船津 佑也) (22 نوفمبر 1983 في كاغوشيما في اليابان – )؛ هو لاعب كرة قدم ياباني سابق كان يلعب كحارس مرمى.

## وصلات خارجية
- يويا فوناتسو على موقع رابطة كرة القدم اليابانية للمحترفين (اليابانية)
- يويا فوناتسو على موقع Soccerway.com (الإنجليزية)